# Lepidagathis gracilis
Lepidagathis gracilis là một loài thực vật có hoa trong họ Ô rô. Loài này được (Bremek.) Wassh. mô tả khoa học đầu tiên năm 1995.